# Сулинське гирло

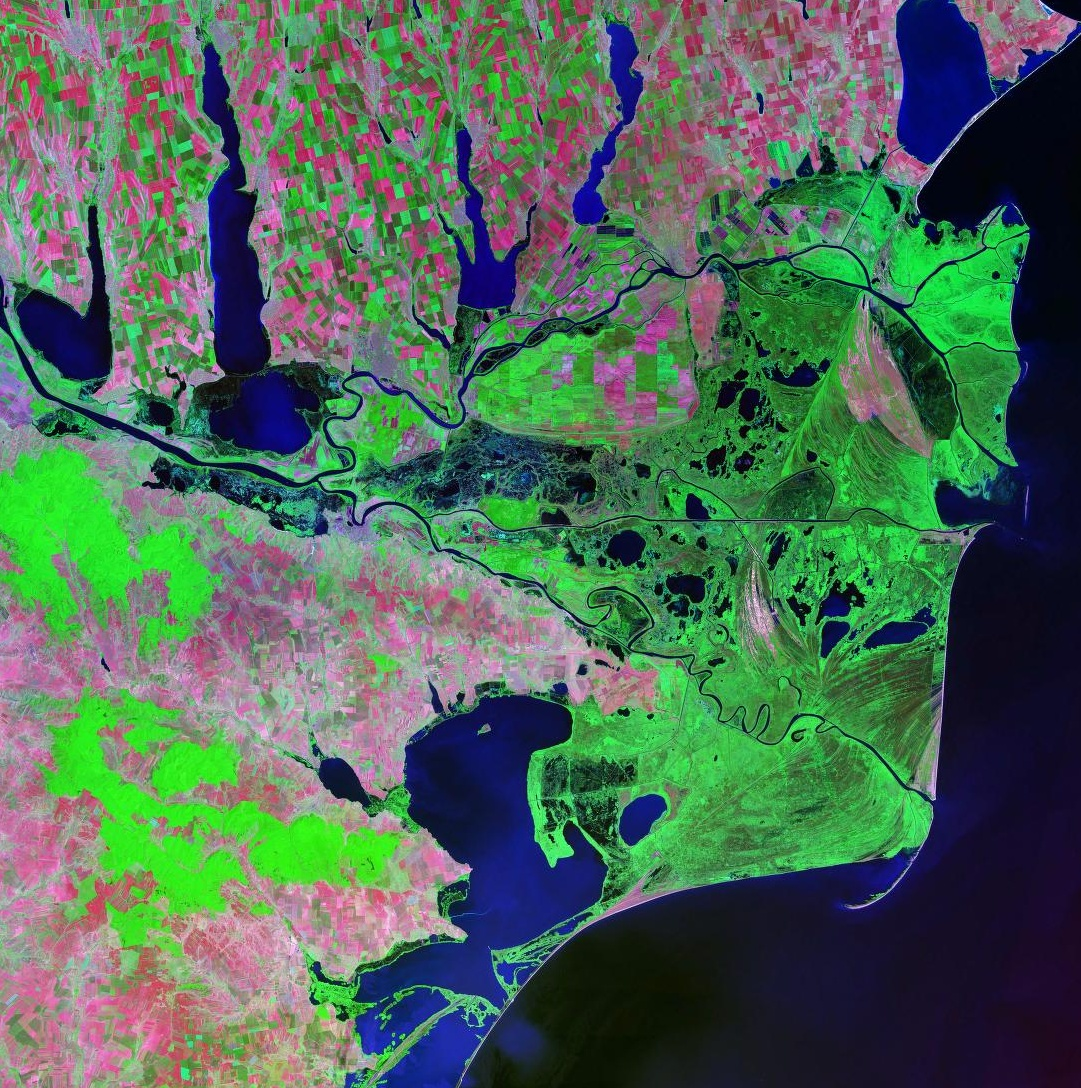
Світлина

Сулинське гирло (рум. Brațul Sulina) — середня з трьох крупних проток дельти Дуная і головна судноплавна протока гирла Дунаю в Румунії.

## Назва
В давнину мало назву Калон-Стома (грец. Καλόν Στόμα), тобто Добре устя. Візантійські греки давали йому назву Солин (грец. Σωλήν), що означає жерло або труба, від цієї назви і походить сучасне ім'я.

## Загальні відомості
Біля мису Ізмаїльский Чатал за 80 км від гирла основне русло Дунаю розпадається на Кілійське і Тульчинське. Через 17 км нижче за течією Тульчинське гирло розділяється на Георгієвське та Сулинське гирла, які впадають у Чорне море окремо.
На значній відстані (в результаті випрямлення і поглиблення) є штучним каналом завдовжки 84 км, шириною 120–150 м і завглибшки 7—7,5 м. Його можуть долати великі кораблі. На початку Сулинського гирла — порт Тульча, в гирлі над Чорним морем — морський порт Сулина. Повністю знаходиться на території Румунії.